# Ophioplax lamellosa
Ophioplax lamellosa är en ormstjärneart som beskrevs av Matsumoto 1915. Ophioplax lamellosa ingår i släktet Ophioplax och familjen Ophiochitonidae. Inga underarter finns listade i Catalogue of Life.